# Proboloides pacifica
Proboloides pacifica är en kräftdjursart som först beskrevs av Edward Morell Holmes 1908.  Proboloides pacifica ingår i släktet Proboloides och familjen Stenothoidae. Inga underarter finns listade i Catalogue of Life.